# マリテ+フランソワ・ジルボー
マリテ＋フランソワ・ジルボー（仏語:Marithé François Girbaud）は、フランス発祥のファッションブランド。

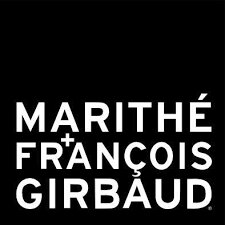
Marithé + François Girbaud

1964年に、フランソワ・ジルボー（François Girbaud）とマリテ・ジルボー（Marithé Girbaud）夫妻が創業した衣料品会社で、旗艦店は本国パリと米国ビバリーヒルズにあったが、2013年11月に倒産し、パリの5店舗、リヨンおよびベルギーの店舗が業務清算の為、閉店した。
2014年には、日本での販売代理店であったタカヤ商事が、仏国本社とのライセンス契約終了に伴う事実上の撤退を発表し、店舗を順次閉店、公式日本語サイトも閉鎖された。
ジルボー夫妻は会社再建に取り組んでおり、2015年から新ブランド"MAD LANE"を立ち上げ、フランスやベルギーを中心に、固定店舗を持たず、招待制の販売会を開いている。
2024年、株式会社yutoriが伊藤忠商事株式会社を通じて、同ブランドの日本市場における販売特約店契約を締結した。翌年2月にはオンラインショップが開始され、日本再進出を果たした。

## 沿革
マリテ＋フランソワ・ジルボーは、発足当初は着心地のよい素材を使ったユニークなスタイルのジーンズなど、カジュアル衣料を専門としていた。アメリカ合衆国では、ボストン、シカゴ、ロサンゼルス、ニューオリンズ、ダラス、サンフランシスコなどといった都市の郊外や都心の住民の間で人気を博した。
同社は、世界各地で様々なスタイルのジーンズを発売しており、日本市場に特化したジーンズも生産している。これは、膝と足首のところに長さを調整できる面ファスナーのストラップがついているもので、ストラップの色は服装と合わせることができるよう様々なものがある。ジルボーのブランドには Brand X、Skinny Cowboy もあり、ストーンウォッシュ加工を施した、テープ付きのパラ・シャトル・ジーンズの膝の2か所に面ファスナーが付けられている。さらに最近では、膝の2か所と足首の1か所に面ファスナーが付けられた、3ストラップ・パラ・シャトル・ジーンズも販売されている。
Brand X は最も人気のあるジーンズで、「ビーパー・ポケット (beeper pocket)」と称される左の尻ポケットが特徴となっている。このジーンズは、尻や股の部分をゆったりととった「バギー/袋のような (baggy)」な都会風の服装として、一般の人々に買ってもらうことを考えてデザインされたジーンの早い時期の例であると、多くの人々に考えられている。
ニューオリンズなどでは、こうしたジーンズを俗に「アフリカン・カット」ジルボーと呼んでいるが、これは、典型的なユーロッパ人のモデルより、尻や股が大きいアフリカ系アメリカ人の男性から、足や尻や股の余裕が求められることを踏まえた呼称である。「バギー」パンツのスタイルは、数々の修正が加えられ、1990年代から今世紀はじめにかけて極限に達した。しかし、1980年代風の「スキニー」なスタイルがリバイバルしてくると、バギーは廃れるようになり、これまでジルボーに強い支持があったニューオリンズでも、その人気には陰りが見えるようになっている。

## 広告をめぐる騒動

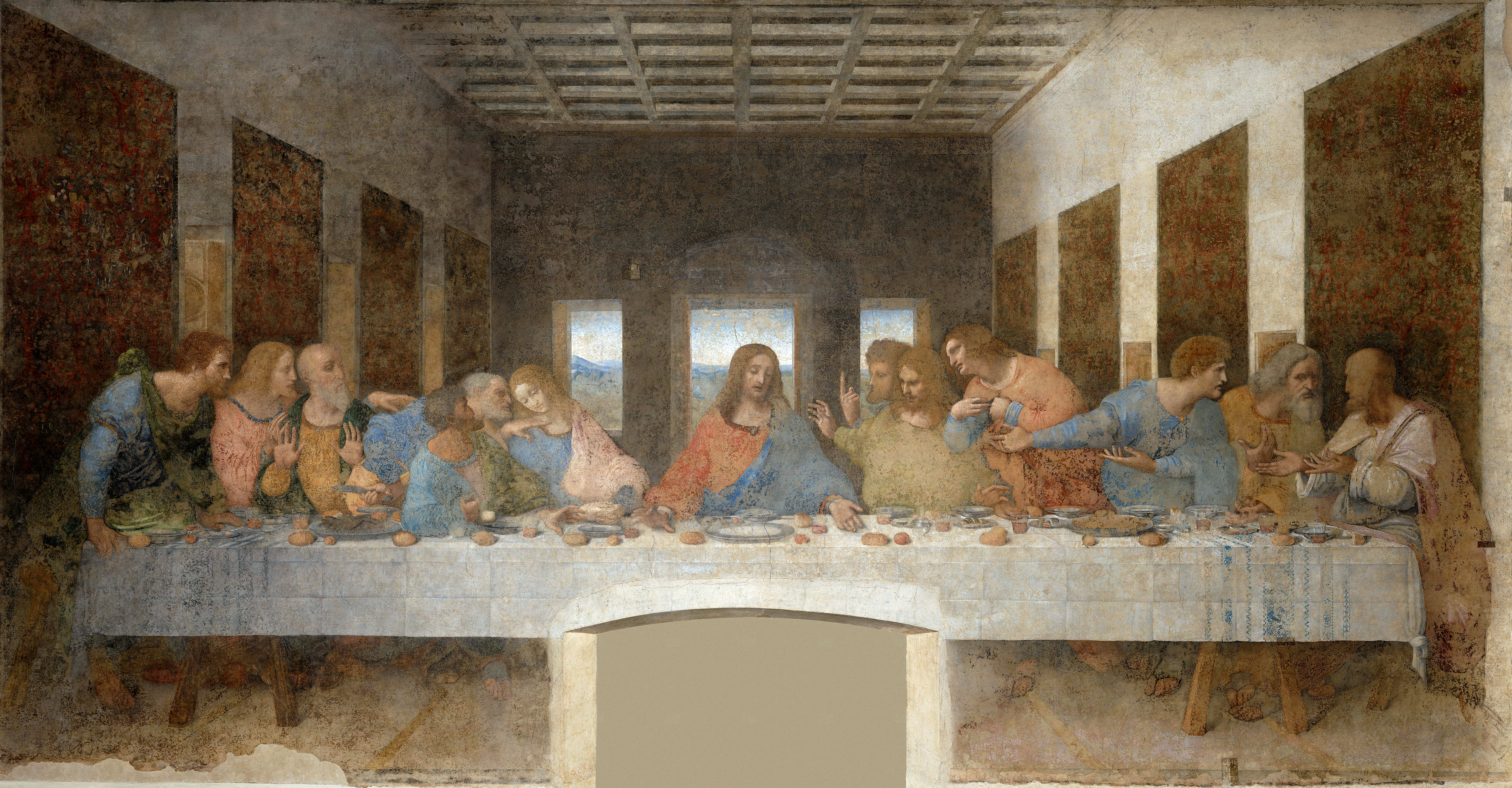
レオナルドの「最後の晩餐」

2005年、ジルボーは、イエス・キリストの最後の晩餐を下敷きに、使徒たちを女性たちに置き換えた写真を使った広告キャンペーンを展開し、大いに物議を醸すことになった。フランスやイタリア、その他の地域で、この広告は禁止された。イギリスの新聞「ガーディアン」の記者ソフィー・アリー（Sophie Arie）は、この広告がまずイタリアのミラノで禁じられた際に、現地から次のように報じた。「この決定は、先月出された市の広告監視当局からの指示を受けたものである。この（レオナルドの）最後の晩餐は「キリスト教信仰の根本を想起させるものである」と当局は述べ、「このように、神学的象徴が集中して盛り込まれているイメージを、住民の、少なくともその一部がもっている宗教的感受性への配慮なしに、商業的な目的のために再現したり、パロディ化することはあってはならない。」としている。」アリーによれば、同社は、この広告のイメージは『ダ・ヴィンチ・コード』に「インスパイアされた」もので「女性の讃美」である、と述べたという。

## メディアでの言及
ラッパーのジュヴィナイルは、歌詞の中にジルボーへの言及を織り込むことがよくある。
- 1997年の曲 "Solja Rag": "You got dem Ree[bok]s on ya feet? With dem Girbauds?"
- 1997年の曲 "3rd Ward Solja": "I wear Girbaud jeans."
- 1998年の曲 "Ha": "You got lots of Girbaud jeans, ha?"
- 1999年の曲 "Tha Man": "Me, I wear Reeboks and Girbauds, and play it smarter."

ルイジアナ州ニューオリンズ出身のジュヴィナイルがこのブランドに言及するのは、他の都市で流行らなくなった後も、当地でのジルボーのジーンズの人気が続いていたからである。ニューオリンズや、ミシシッピ州ジャクソン周辺の百貨店では、現在でもジルボーのジーンズを入手することができる。
ウィリアム・ギブスンの2007年の小説『スプーク・カントリー (Spook Country)』にはジルボーへの言及がある。「She wore...Girbaud, a sort of Bladerunner soccer-mom look...（彼女は...ジルボーを着ていて、『ブレードランナー』に出てきそうなサッカーマムっぽい格好だった...）」